# Хани Венцел
Ханелоре (Хани) Венцел је бивша лихтенштајнска алпска скијашица. Двострука је победница у укупном поретку Светског купа, освајачица је златних медаља на олимпијским играма и светским првенствима.

## Биографија
Хани је рођена у Штраубингу у Западној Немачкој али се још као дете са породицом преселила у Лихтенштајн. У Светском купу почела је да се такмичи 1971. када је имала само петнаест година. После само две године у сезони 1973/74. освојила је мали кристални глобус у велеслалому и постала је светска шампионка у слалому на Светском првенству 1974. у Санкт Морицу. Наредне сезоне је била другопласирана у укупном поретку Светског купа, да би 1976. на Олимпијским играма у Инзбруку освојила бронзану медаљу у велеслалому. То је уједно била прва медаља за Лихтенштајн у историји Олимпијских игара.
Две године касније у сезони 1977/78. освојила је велики кристални глобус. Исти успех је поновила две године касније у сезони 1979/80. Тада је титули у Светском купу придодала и златне медаље на Олимпијским играма у Лејк Плесиду, у слалому и велеслалому, уз сребро у спусту. На истим играма њен брат Андреас је освојио сребро што је омогућило да Лихтенштајн буде високо пласиран. Занимљиво је да је Андреас Венцел исте сезоне победио у укупном поретку Светског купа.
Наредних неколико сезона Хани Венцел је остваривала солидне резултате иако није освајала кристалне глобусе. Одлучила је да се повуче након сезоне 1983/84.

### Приватни живот
Хани Венцел се 1986. удала за бившег аустријског алпског скијаша Хартија Вајрајтера са којим има ћерку Тину, која је освојила неколико златних медаља на Јуниорским првенствима света.

## Освојени кристални глобуси
| Сезона | Дисциплина  |
| ------ | ----------- |
| 1974.  | Велеслалом  |
| 1977.  | Комбинација |
| 1978.  | Укупно      |
| 1978.  | Слалом      |
| 1980.  | Укупно      |
| 1980.  | Велеслалом  |
| 1980.  | Комбинација |
| 1983.  | Комбинација |

## Победе у Светском купу
| Датум              | Место             | Трка        |
| ------------------ | ----------------- | ----------- |
| 19. децембар 1973. | Цел ам Зе         | Велеслалом  |
| 21. фебруар 1975.  | Наеба             | Слалом      |
| 14. март 1975.     | Сан Вели          | Слалом      |
| 19. јануар 1977.   | Шрунс             | Комбинација |
| 15. децембар 1977. | Мадона ди Кампиљо | Велеслалом  |
| 10. јануар 1978.   | Ле Мос            | Велеслалом  |
| 22. јануар 1978.   | Марибор           | Слалом      |
| 24. јануар 1978.   | Берхтесгаден      | Слалом      |
| 25. јануар 1978.   | Слалом            |             |
| 2. март 1978.      | Стратон Маунтин   | Велеслалом  |
| 12. децембар 1978. | Пјанкавало        | Велеслалом  |
| 3. фебруар 1979.   | Фронтен           | Слалом      |
| 4. фебруар 1979.   | Комбинација       |             |
| 8. фебруар 1979.   | Марибор           | Слалом      |
| 8. децембар 1979.  | Лимоне Пијемонте  | Велеслалом  |
| 14. децембар 1979. | Комбинација       |             |
| 10. јануар 1980.   | Берхтесгаден      | Велеслалом  |
| 16. јануар 1980.   | Ароза             | Велеслалом  |
| 21. јануар 1980.   | Бад Гаштајн       | Слалом      |
| 21. јануар 1980.   | Комбинација       |             |
| 23. јануар 1980.   | Марибор           | Слалом      |
| 26. јануар 1980.   | Сен Жерве Ле Бен  | Велеслалом  |
| 25. фебруар 1980.  | Вотервил Вели     | Велеслалом  |
| 27. јануар 1981.   | Ле Жет            | Комбинација |
| 8. фебруар 1981.   | Цвизел            | Комбинација |
| 12. децембар 1981. | Пјанкавало        | Комбинација |
| 18. март 1982.     | Фурано            | Велеслалом  |
| 30. јануар 1983.   | Ле Диаблерет      | Комбинација |
| 21. децембар 1983. | Хаус им Енштал    | Спуст       |
| 22. децембар 1983. | Велеслалом        |             |
| 14. јануар 1984.   | Бад Гаштајн       | Спуст       |
| 15. јануар 1984.   | Комбинација       |             |
| 20. март 1984.     | Цвизел            | Слалом      |